# John Keating
John Henry Keating (ur. 28 czerwca 1872 w Hobart, zm. 31 października 1940 w Melbourne) – australijski polityk i prawnik, w latach 1907-08 minister spraw wewnętrznych Australii.

## Życiorys
Pochodził z Tasmanii. Ukończył prawo na Uniwersytecie w Tasmanii, a następnie podjął praktykę adwokacką w Launceston. Zaangażował się także w działalność ruchu dążącego do utworzenia federacji kolonii brytyjskich w Australii. W 1900 bez powodzenia kandydował do tasmańskiej Izby Zgromadzenia.
Po powstaniu Związku Australijskiego w 1901 roku, uzyskał mandat w pierwszych wyborach do federalnego Senatu, gdzie zasiadł w ławach Partii Protekcjonistycznej. Dał się poznać jako zwolennik systemu koncyliacji i arbitrażu w sporach pracowników z pracodawcami, emerytur gwarantowanych przez rząd federalny oraz polityki Białej Australii. W 1905 został ministrem bez teki w drugim gabinecie Deakina. W tym okresie pilotował w imieniu rządu prace nad pierwszą federalną ustawą o prawie autorskim. Rok później został awansowany na wiceprzewodniczącego Federalnej Rady Wykonawczej. W latach 1907–08 był ministrem spraw wewnętrznych.
W późniejszych latach nadal zasiadał w parlamencie, jednak nie odgrywał już tak znaczącej roli. W 1922 utracił w wyborach swój senacki mandat i przeszedł na polityczną emeryturę. Powrócił do praktyki adwokackiej. Zmarł w Melbourne w 1940, w wieku 68 lat. Powodem zgonu była choroba wrzodowa.